# Fritz Bleyl
Fritz Bleyl, občanským jménem Hilmar Friedrich Wilhelm Bleyl (8. října 1880, Zwickau – 19. srpna 1966, Bad Iburg) byl německý malíř, grafik a architekt, tvořící ve stylu expresionismu, jeden ze čtyř zakladatelů umělecké skupiny Die Brücke.

## Život a dílo

Plakát Fritze Bleyla k první výstavě skupiny Die Brücke v roce 1906

Bleylův otec pracoval jako účetní ve stavební firmě ve Zwickau. Fritz maturoval s vyznamenáním a obdržel zvláštní ocenění z kreslení. Na přání rodičů začal v roce 1901 studovat architekturu na Technické univerzitě v Drážďanech, chtěl se však stát malířem. Hned během prvního semestru, na kurzu geometrie, se spřátelil s Ernstem Kirchnerem. Roku 1905 Bleyl s Kirchnerem a dva jejich podobně smýšlející přátelé Karl Schmidt-Rottluff a Erich Heckel založili uměleckou skupinu Die Brücke („Most“). Vystupovali proti tehdy převládajícímu akademickému malířství a chtěli propojit („přemostit“) minulost a přítomnost; zajímali se jak o středověké a raně novověké umění, tak o soudobé avantgardní směry. Jejich tvorba měla podstatný vliv na umění 20. století a založila nový styl, expresionismus.
V prvním roce po založení byl Bleyl v rámci skupiny velmi aktivní. Poté, co Kirchnerova bytná ztratila nervy, scházeli se členové skupiny u něj. „Scházeli jsme se pravidelně jednou týdně, zprvu u Kirchnera. Uskutečňovali jsme přitom naše přání kreslit podle živého modelu, ale ne běžným akademickým způsobem, nýbrž jako čtvrthodinové akty,“ vzpomínal Bleyl později. Princip byl ten, že malíři měli na nakreslení modelu čtvrt hodiny, po které si vyměnili místa. Bleyl se specializoval na grafiku a tvořil plakáty a vstupenky na výstavy nové umělecké skupiny. Byl také autorem plakátu první výstavy Die Brücke v říjnu 1906. Zobrazoval nahou modelku, byl ale policejně zakázán jako pornografický.
Stejně jako Kirchner dokončil i Bleyl roku 1905 studium architektury. V říjnu příštího roku začal učit na stavební škole ve Freibergu a roku 1907 se oženil. Jeho nový životní styl vedl k rozchodu se skupinou Die Brücke, v níž ho postupně nahradili Max Pechstein a Otto Mueller. V dalších letech působil Bleyl i v akademické sféře jako docent, roku 1916 obhájil dizertaci. Věnoval se především architektuře, což ho přivedlo do Braniborska, Rostocku a Berlína. Tvořil i jako grafik, ale své práce již nevystavoval. Přes své relativně krátké působení zanechal Bleyl v historii Die Brücke významnou stopu. Svými grafikami se do října 1907 podílel na 21 výstavách skupiny.